# Edmund Eysler
Edmund Samuel Eysler, né Eisler le 12 mars 1874 à Hernals (Vienne) et mort le 4 octobre 1949  à Vienne est un compositeur autrichien.

## Biographie
Fils d'un homme d'affaires, Edmund Eysler naît le 12 mars 1874 à Vienne. On le destine à la profession d'ingénieur, mais il se décide à étudier la musique au Conservatoire de la Société des Amis de la Musique de Vienne, notamment dans la classe de composition de Robert Fuchs. Il est appelé à devenir un professeur de piano et chef d'orchestre. Après avoir terminé ses études avec distinction, Eysler donne des leçons de piano. En 1898, il épouse Poldi Allnoch avec laquelle il a deux filles. En 1901, il obtient un poste de maître de chapelle. Il compose d'abord de la musique de chambre et des pièces pour piano. Il rencontre alors le librettiste Ignaz Schnitzer qui a déjà écrit les paroles du Baron tzigane. Ensemble, ils écrivent l'opéra Der Hexenspiegel , originellement conçu pour l'inauguration du Wiener Hofoper. Mais le directeur rejette l’œuvre à cause de la légèreté de la musique. Cependant, la création en 1903 obtient un grand succès.
Pour le Wiener Bürgertheater, Eysler compose l'opérette Der unsterbliche Lump  (livret de Felix Dormann). Le 14 octobre 1910, la première représentation est un immense succès. La critique salue l'instrumentation brillante dans une harmonisation relativement simple. Ce grand succès fait d'Eysler le compositeur attitré du Wiener Bürgertheater. Le 23 décembre 1911, sa nouvelle opérette, Der Frauenfresser est encore un grand succès. En mars 1913, la première représentation de Der lachende Ehemann est extrêmement bien reçue par les critiques, en particulier pour les mélodies accrocheuses mais sans prétention. Suivent 1 793 représentations. Même dans les années de la Première Guerre mondiale, le  Wiener Bürgertheater monte plusieurs opérettes d'Eysler par saison, comme  Frühling am Rhein, Die - oder Keine ! et Der dunkle Schatz
À la fin de la Première Guerre mondiale, Eysler publie également une autre opérette très appréciée, Die gold’ne Meisterin qui est bien reçue à Vienne.
Parce que Eysler est d'origine juive, les nazis interdisent ses œuvres. Eysler ne fuit pas le nazisme et trouve refuge chez des parents et amis. En outre, le titre de citoyen d'honneur de la ville de Vienne lui accorde une certaine protection. Après la guerre, il revient à l'avant plan de l'opérette viennoise avec Wiener Musik, dont la première a lieu le 22 décembre 1947 au Burgtheater. Un dernier grand succès. Pour son 75e anniversaire en 1949, Eysler reçoit la médaille d'honneur de la ville, la plaque commémorative de sa maison natale, disparue sous l'ère nazie, dans le Thelemanngasse, est remise en place.
Eysler meurt le 4 octobre 1949 à Vienne, des conséquences d'une chute de la scène. Il est inhumé dans une tombe d'honneur au cimetière central de Vienne (Groupe 32 A, numéro 46 A).
Avec un total de 60 opérettes, Eysler est un des compositeurs importants en Autriche et en Allemagne.

## Œuvres principales

### Opéras
- Der Hexenspiegel (1900)
- Fest auf Solhaug

### Opérettes
- Das Gastmahl des Lucullus (1901)
- Bruder Straubinger (1903)
- Die Schützenliesel (1905)
- Pufferl (1905)
- Künstlerblut (1906)
- Phryne (1906)
- Vera Violetta (1907)
- Das Glücksschweinchen (1908)
- Der unsterbliche Lump (1910)
- Das Zirkuskind (1911)
- Der Frauenfresser (1911)
- Ein Tag im Paradies (1913)
- Der lachende Ehemann (1913)
- Frühling am Rhein (1914)
- Das Zimmer der Pompadour (1915)
- Hanni geht tanzen ! (1916)
- Der Aushilfsgatte (1917)
- Der dunkle Schatz (1918)
- Der König heiratet (1920)
- Die fromme Helene (1921)
- Die gold’ne Meisterin (1927)
- Donauliebchen (1932)
- Wiener Musik (1947)

## Distinctions
- Citoyen d'honneur de la ville de Vienne (cérémonie le 7 octobre 1927)
- Lauréat de la médaille d'honneur de la République d'Autriche (cérémonie le 27 mars 1934)
- Médaille d'honneur de la ville de Vienne (1949)
- Il existe une Eyslergasse à Wien-Hietzing depuis 1955

## Source
- (de) Cet article est partiellement ou en totalité issu de l’article de Wikipédia en allemand intitulé « Edmund Eysler » (voir la liste des auteurs).